# GRACE (Organisation)
GRACE est une organisation chrétienne évangélique qui a pour mission de lutter contre les agressions sexuelles, les violences psychologiques et les violences physiques dans les organisations chrétiennes.  Son siège est à Lynchburg, aux États-Unis.

## Histoire
En 2003, le professeur baptiste Boz Tchividjian, après l'appel téléphonique d’un journaliste, a la conviction que les organisations évangéliques ne traitent pas correctement les cas d’abus sexuels. L’organisation GRACE est officiellement fondée en 2004 par Tchividjian afin d’aider les églises à lutter contre les abus sexuels dans les organisations chrétiennes.
À partir de 2007, l'organisation, composée de professionels qualifiés, commence à mener des enquêtes d'ordre judiciaire pour dresser les dossiers de plaintes.

## Programmes
GRACE offre des programmes de prévention des agressions sexuelles, des violences psychologiques et des violences physiques, des enquêtes indépendantes sur des allégations d’abus et des évaluations sur la culture organisationnelle en matière de prévention des abus,.